# Capsicophysalis potosina
Capsicophysalis potosina ist eine Pflanzenart in der Familie der Nachtschattengewächse (Solanaceae). Sie wurde ursprünglich 1895 als Chamaesaracha potosina beschrieben, 2009 jedoch als einzige Art in die Gattung Capsicophysalis gestellt.

## Beschreibung
Capsicophysalis potosina ist eine krautige, einjährige oder kurz ausdauernde Pflanze, die eine Wuchshöhe von bis zu 1 m erreicht. Die Pflanze ist überwiegend unbehaart, einige Trichome sind nur entlang der Stängel und der Blattränder zu finden. Die Laubblätter sind kurz gestielt, die Blattspreite ist 2 bis 4 cm lang und 1 bis 2 cm breit und damit etwa 1/2-mal so breit wie lang. Die Form der Blattspreite ist eiförmig-lanzettlich, nach vorn spitz bis spitz zulaufend. Der Blattrand ist ganzrandig.
Die Blüten stehen einzeln oder paarweise in den Achseln an etwa 3 cm langen Blütenstielen. Der Kelch ist zur Blütezeit etwa 15 mm lang und 12 mm breit, glockenförmig und an der Basis abgerundet. Die Kelchblätter stehen auf der Hälfte bis drei Viertel der Länge getrennt voneinander und bilden spitze bis leicht spitz zulaufende Kelchzipfel. Die Krone ist etwa 1 cm lang, radförmig-glockenförmig und gelb-weiß gefärbt. Die Staubfäden sind 3 mm lang. Die Staubbeutel sind 2 mm lang und weiß-gelb gefärbt, sie sind an ihrer Basis mit den Staubfäden verwachsen.
An der Frucht vergrößert sich der Kelch auf 8 bis 12 mm Länge und Breite, ist glockenförmig und steht über die Frucht heraus, zur Fruchtreife biegt er sich zurück. Die Frucht ist eine orange-rote bis leuchtend rote Beere. Die Samen sind dunkelbraun und besitzen eine warzenartige Oberfläche mit stäbchenförmigen Vorsprüngen.

## Verbreitung
Die Art kommt von Mexiko (Guerrero und Tamaulipas) bis nach Guatemala und Honduras vor.

## Botanische Geschichte und Systematik
Capsicophysalis potosina wurde 1895 von Benjamin Lincoln Robinson und Jesse More Greenman als Chamaesaracha potosina erstbeschrieben. Dort wurde sie in der Sektion Capsicophysalis geführt. Die Sektion wurde 1924 zunächst von Georg Bitter als Sektion der Gattung der Blasenkirschen (Physalis) beschrieben, aber 2001 von Armando Hunziker in die Gattung Chamaesaracha gestellt.
Den Status als eigenständige Gattung erhielt Capsicophysalis 2009 von John Earl Averett und Mahinda Martínez, da sie die Art weder zu Chamaesaracha noch zu anderen nahe verwandten Gattungen zugeordnet sahen. Aufgrund ähnlicher morphologischer Eigenschaften wird die Gattung Capsicophysalis von Averett und Martínez in die Tribus Physaleae und dort in die Subtribus Physalineae eingeordnet. Sie vermuten eine Verwandtschaft zu den Gattungen Schraderanthus und Brachistus, da in allen drei Gattungen leuchtend rote oder orange-rote Früchte auftreten, die ansonsten innerhalb der Physalineae selten sind.